# Torneo Clausura 2023 Primera División (Guatemala)
El Torneo Clausura 2023 de Primera División fue la edición número 42 de la máxima categoría de ascenso desde el cambio de formato en la temporada 2002−03; y sirvió como finalización de la temporada 2022−23. 
El torneo tendrá el nombre de Torneo DoradoBet Clausura 2023, por motivos de patrocinio.

## Sistema de competición
El torneo de Primera División DoradoBet 2022−23 se divide en dos partes:
- Fase de clasificación: 18 fechas de 10 partidos cada una, para un total de 180 partidos.
- Fase final: 11 series de eliminación directa en partidos de ida y vuelta, para un total de 22 partidos.

### Fase de clasificación
En la fase de clasificación se utilizará el sistema de puntos. La ubicación en la tabla general está sujeta a lo siguiente:
- Por juego ganado se obtendrán tres puntos.
- Por juego empatado se obtendrá un punto.
- Por juego perdido no se otorgan puntos.

En esta fase participan los 20 clubes de la liga, divididos en 2 grupos de 10 equipos según proximidad geográfica, jugando cada equipo 2 veces contra sus 9 rivales de grupo, para un total de 18 fechas.
El orden de los clubes al final de la fase de calificación del torneo corresponderá a la suma de los puntos obtenidos por cada uno de ellos y se presentará en forma descendente en ambos grupos. Si al finalizar las 18 jornadas del torneo, dos o más clubes estuviesen empatados en puntos, su posición en la tabla de grupo estará determinada atendiendo a los siguientes criterios de desempate:
1. Mejor diferencia entre los goles anotados y recibidos y goles.
2. Mayor número de goles anotados.
3. Marcadores particulares entre los clubes empatados.
4. Mayor número de goles anotados como visitante.
5. Mejor ubicado en la tabla general de cociente
6. Tabla Fair Play
7. Sorteo.

Para determinar los lugares que ocuparán los clubes que participen en la fase final del torneo se tomará como base cada una de las tablas de grupo.
Así pues, los equipos clasificados a la fase final por el título serán: 
- Los equipos 1° y 2° en cada grupo. Clasificando directamente a cuartos de final.
- Los equipos 3°, 4°, 5° y 6° de cada grupo. Clasifican a la ronda de acceso a cuartos de final.

### Fase final
Consta de 4 rondas a eliminación directa:
- Acceso a cuartos de final
- Cuartos de final
- Semifinales
- Final

Todas las rondas se juegan a visita recíproca, siendo el equipo mejor posicionado en la tabla general quien reciba el partido de vuelta en casa. 
Si tras finalizar los dos partidos ambos equipos se encuentran empatados en el marcador global, se jugarán 2 tiempos extras de 15 minutos cada uno; de persistir el empate, el clasificado se define a través de tiros desde el punto penal. 

#### Acceso a cuartos de final
Participan en esta fase los equipos del 3.° al 6.° puesto de cada grupo, enfrentándose de manera cruzada entre grupos:
- 3°. del Grupo A vs 6.° del Grupo B
- 4.° del Grupo A vs 5.° del Grupo B
- 3.° del Grupo B vs 6.° del Grupo A
- 4.° del Grupo A vs 5.° del Grupo A

Los ganadores de las series según los criterios establecidos clasificarán a los cuartos de final. 

#### Cuartos de final
Los dos primeros lugares de cada grupo se encuentran clasificados automáticamente a esta fase, siendo ordenados en una tabla específica según su desempeño en la fase de clasificación. De la misma manera, los cuatro equipos clasificados de la fase anterior se ordenan según su desempeño en fase de clasificación. 
De este modo, los enfrentamientos se ordenan de modo que: 
- 1.° vs 8.°
- 2.° vs 7.°
- 3.° vs 6.°
- 4.° vs 5.°

Los ganadores de las series según los criterios establecidos clasificarán a las semifinales. 

#### Semifinales
Los cuatro equipos clasificados desde la ronda anterior se ordenan según su desempeño en la fase de clasificación. De modo que:
- 1.° vs 4.°
- 2.° vs 3.°

Los ganadores de las series según los criterios establecidos clasificarán a la serie final y a las series de ascenso. 

#### Final
Los dos equipos clasificados de la ronda anterior se enfrentarán en la ronda final. El equipo con mejor desempeño durante la fase de clasificación recibirá el partido de vuelta en su estadio. 
El ganador de la serie según los criterios establecidos será nombrado campeón. 

## Equipos participantes

### Información

#### Grupo A
| Equipo           | Ciudad                 | Estadio                            | Capacidad | Fundación      |
| ---------------- | ---------------------- | ---------------------------------- | --------- | -------------- |
| Catarina         | Catarina               | Estadio Catarina                   | 1 500     | 2016 (8 años)  |
| Coatepeque       | Coatepeque             | Estadio Israel Barrios             | 21 000    | 1967 (57 años) |
| Marquense        | San Marcos             | Marquesa de la Ensenada            | 10 000    | 1952 (72 años) |
| Nueva Concepción | Nueva Concepción       | José Luis Ibarra                   | 2 000     | 1994 (30 años) |
| Puerto San José  | Puerto San José        | Vicente Arévalo                    | 1 000     | 2010 (14 años) |
| Quiché FC        | Santa Cruz del Quiché  | Municipal de Santa Cruz del Quiché | 4 000     | 1956 (68 años) |
| San Juan         | San Juan La Laguna     | Estadio San Juan Bautista          | 1 000     |                |
| San Pedro        | San Pedro Sacatepéquez | Estadio Municipal de San Pedro     | 4 000     | 1994 (30 años) |
| Sololá           | Sololá                 | Xambá                              | 2 000     | 2012 (12 años) |
| Suchitepéquez    | Mazatenango            | Carlos Salazar Hijo                | 10 000    | 1960 (64 años) |

#### Grupo B
| Equipo             | Ciudad              | Estadio                                      | Capacidad | Fundación      |
| ------------------ | ------------------- | -------------------------------------------- | --------- | -------------- |
| Mictlán            | Asunción Mita       | La Asunción                                  | 5 000     | 1960 (64 años) |
| Aurora             | Ciudad de Guatemala | Julio Armando Cóbar                          | 7 000     | 1945 (79 años) |
| Barberena          | Barberena           | Complejo Polideportivo Rubelio Recinos Corea | 5 000     |                |
| Chimaltenango      | Chimaltenango       | Municipal de Chimaltenango                   | 1 500     | 1948 (77 años) |
| Juventud Pinulteca | San José Pinula     | Estadio San Miguel                           | 1 000     | 2011 (13 años) |
| Sacachispas        | Chiquimula          | Las Victorias                                | 9 500     | 1948 (76 años) |
| Sanarate           | Sanarate,           | Municipal de Sanarate                        | 3,000     | 1958 (66 años) |
| San Benito         | San Benito          | Julián Tesucún                               | 5 000     | 1993 (31 años) |
| CF Universidad     | Ciudad de Guatemala | Estadio Pensativo                            | 10 000    | 2022 (2 años)  |
| Zacapa             | Zacapa              | David Ordóñez Bardales                       | 8 500     | 1951 (73 años) |

## Fase de clasificación
En negrita' los equipos clasificados a fase final.

### Grupo A

#### Tabla A
| Pos. | Equipo           | Pts. | PJ | G  | E | P  | GF | GC | Dif. | Clasificación             |
| ---- | ---------------- | ---- | -- | -- | - | -- | -- | -- | ---- | ------------------------- |
| 1    | Coatepeque FC    | 33   | 18 | 10 | 3 | 5  | 30 | 21 | +9   | Cuartos de final          |
| 2    | Suchitepequez    | 32   | 18 | 9  | 5 | 4  | 30 | 19 | +11  | Cuartos de final          |
| 3    | Nueva Concepción | 29   | 18 | 8  | 5 | 5  | 29 | 22 | +7   | Acceso a Cuartos de Final |
| 4    | Quiché FC        | 29   | 18 | 8  | 5 | 5  | 29 | 24 | +5   | Acceso a Cuartos de Final |
| 5    | Marquense        | 27   | 18 | 7  | 6 | 5  | 27 | 19 | +8   | Acceso a Cuartos de Final |
| 6    | San Pedro        | 27   | 18 | 7  | 6 | 5  | 20 | 14 | +6   | Acceso a Cuartos de Final |
| 7    | Catarina         | 24   | 18 | 6  | 6 | 6  | 24 | 26 | −2   |                           |
| 8    | Sololá           | 18   | 18 | 4  | 6 | 8  | 18 | 16 | +2   |                           |
| 9    | San Juan         | 14   | 18 | 3  | 5 | 10 | 14 | 28 | −14  |                           |
| 10   | Puerto San José  | 12   | 18 | 3  | 3 | 12 | 12 | 44 | −32  |                           |

Actualizado a los partidos jugados el 30 de abril de 2023.
 Fuente: Guatefutbol
Criterios de clasificación: Puntos · Diferencia de goles · Goles a favor · Enfrentamiento directo

#### Resumen de resultados
| Local \ Visitante | CAT | COA | MAR | NCO | PSJ | QCH | SJU | SPE | SOL | SUC |
| ----------------- | --- | --- | --- | --- | --- | --- | --- | --- | --- | --- |
| Catarina          |     | 1–0 | 1–1 | 0–0 | 3–1 | 3–1 | 2–0 | 3–1 | 1–1 | 2–0 |
| Coatepeque FC     | 4–3 |     | 1–0 | 3–0 | 1–0 | 2–1 | 0–0 | 3–2 | 1–0 | 1–0 |
| Marquense         | 3–0 | 2–1 |     | 2–0 | 4–0 | 2–3 | 3–0 | 0–0 | 2–1 | 3–3 |
| Nueva Concepción  | 1–1 | 3–2 | 2–1 |     | 9–1 | 1–0 | 3–1 | 3–0 | 0–0 | 1–1 |
| Puerto San José   | 2–1 | 0–5 | 1–2 | 1–4 |     | 0–3 | 1–0 | 0–0 | 2–0 | 0–0 |
| Quiché FC         | 2–0 | 1–1 | 1–1 | 3–1 | 2–1 |     | 2–1 | 2–2 | 0–0 | 3–1 |
| San Juan          | 1–1 | 2–3 | 2–1 | 0–0 | 2–2 | 2–1 |     | 0–2 | 1–0 | 1–2 |
| San Pedro         | 0–0 | 2–0 | 0–0 | 3–0 | 3–0 | 0–0 | 3–0 |     | 1–0 | 1–0 |
| Sololá            | 5–0 | 3–1 | 0–0 | 0–1 | 2–0 | 2–3 | 0–0 | 2–0 |     | 2–2 |
| Suchitepequez     | 3–2 | 1–1 | 3–0 | 3–0 | 3–0 | 4–1 | 2–1 | 1–0 | 1–0 |     |

### Grupo B

#### Tabla B
| Pos. | Equipo             | Pts. | PJ | G  | E | P | GF | GC | Dif. | Clasificación             |
| ---- | ------------------ | ---- | -- | -- | - | - | -- | -- | ---- | ------------------------- |
| 1    | Zacapa             | 35   | 18 | 10 | 5 | 3 | 29 | 15 | +14  | Cuartos de final          |
| 2    | San Benito         | 32   | 18 | 10 | 2 | 6 | 28 | 20 | +8   | Cuartos de final          |
| 3    | Juventud Pinulteca | 25   | 18 | 7  | 4 | 7 | 25 | 22 | +3   | Acceso a Cuartos de Final |
| 4    | Aurora             | 25   | 18 | 7  | 4 | 7 | 17 | 16 | +1   | Acceso a Cuartos de Final |
| 5    | CF Universidad     | 23   | 18 | 6  | 5 | 7 | 13 | 18 | −5   | Acceso a Cuartos de Final |
| 6    | Barberena          | 22   | 18 | 5  | 7 | 6 | 16 | 22 | −6   | Acceso a Cuartos de Final |
| 7    | Chimaltenango FC   | 21   | 18 | 5  | 6 | 7 | 22 | 23 | −1   |                           |
| 8    | Sacachispas        | 21   | 18 | 5  | 6 | 7 | 16 | 19 | −3   |                           |
| 9    | Sanarate           | 21   | 18 | 5  | 6 | 7 | 20 | 26 | −6   |                           |
| 10   | Atlético Mictlán   | 20   | 18 | 5  | 5 | 8 | 17 | 22 | −5   |                           |

Actualizado a los partidos jugados el 30 de abril de 2023.
 Fuente: Guatefutbol
Criterios de clasificación: Puntos · Diferencia de goles · Goles a favor · Enfrentamiento directo

#### Resumen de resultados
| Local \ Visitante  | AMC | AUR | BRB | CHM | JPI | SAC | SAN | SBE | USC | ZAC |
| ------------------ | --- | --- | --- | --- | --- | --- | --- | --- | --- | --- |
| Atlético Mictlán   |     | 1–0 | 1–0 | 2–0 | 2–4 | 1–1 | 2–1 | 0–1 | 0–0 | 4–6 |
| Aurora             | 1–0 |     | 2–0 | 3–0 | 0–0 | 1–0 | 2–2 | 2–1 | 1–0 | 1–1 |
| Barberena          | 2–0 | 2–1 |     | 1–1 | 1–0 | 0–0 | 1–1 | 3–1 | 2–1 | 1–1 |
| Chimaltenango FC   | 1–1 | 1–0 | 4–0 |     | 2–2 | 3–1 | 4–0 | 1–0 | 1–1 | 0–1 |
| Juventud Pinulteca | 0–1 | 3–0 | 2–0 | 2–1 |     | 1–2 | 2–0 | 5–1 | 1–1 | 1–1 |
| Sacachispas        | 0–1 | 3–2 | 0–0 | 1–1 | 1–0 |     | 2–1 | 1–2 | 1–0 | 1–1 |
| Sanarate           | 1–1 | 0–1 | 1–1 | 3–1 | 1–0 | 1–1 |     | 1–3 | 3–1 | 2–1 |
| San Benito         | 3–0 | 1–0 | 2–1 | 0–0 | 5–0 | 2–1 | 1–2 |     | 2–0 | 0–1 |
| CF Universidad     | 1–0 | 0–0 | 3–1 | 1–0 | 0–2 | 1–0 | 2–0 | 1–1 |     | 1–0 |
| Zacapa             | 1–0 | 1–0 | 2–1 | 4–1 | 3–0 | 1–0 | 0–0 | 1–2 | 3–0 |     |

## Resultados
| Fecha 1                      | Fecha 1   | Fecha 1            | Fecha 1                 | Fecha 1     | Fecha 1 |
| Local                        | Resultado | Visitante          | Estadio                 | Fecha       | Hora    |
| Grupo A                      | Grupo A   | Grupo A            | Grupo A                 | Grupo A     | Grupo A |
| ---------------------------- | --------- | ------------------ | ----------------------- | ----------- | ------- |
| Puerto San José              | 0−5       | Coatepeque         | Vicente Arévalo         | 14 de enero | 13:00   |
| Marquense                    | 2−0       | Nueva Concepción   | Marquesa de la Ensenada | 14 de enero | 20:00   |
| San Juan                     | 1−1       | Catarina           | Municipal San Juan      | 15 de enero | 11:00   |
| Sololá                       | 0−3       | Quiché             | Xambá                   | 15 de enero | 11:00   |
| San Pedro                    | 1−0       | Suchitepéquez      | Municipal Sampedrano    | 15 de enero | 15:00   |
| Grupo B                      |           |                    |                         |             |         |
| CF Universidad               | 0−2       | Juventud Pinulteca | Pensativo               | 14 de enero | 11:00   |
| Barberena                    | 0−0       | Sacachispas        | Rubelio Recinos Corea   | 15 de enero | 11:00   |
| Aurora                       | 1−1       | Zacapa             | Julio Armando Cóbar     | 15 de enero | 11:00   |
| San Benito                   | 0−0       | Chimaltenango      | Pablo Sixto Ochaeta     | 15 de enero | 12:00   |
| Sanarate                     | 1−1       | Atlético Mictlán   | Municipal Sanarate      | 15 de enero | 13:00   |
| Goles: 19 (1.90 por partido) |           |                    |                         |             |         |

| Fecha 2                      | Fecha 2   | Fecha 2         | Fecha 2                 | Fecha 2     | Fecha 2 |
| Local                        | Resultado | Visitante       | Estadio                 | Fecha       | Hora    |
| Grupo A                      | Grupo A   | Grupo A         | Grupo A                 | Grupo A     | Grupo A |
| ---------------------------- | --------- | --------------- | ----------------------- | ----------- | ------- |
| Quiché                       | 2−1       | San Juan        | Municipal Santa Cruz    | 21 de enero | 20:00   |
| Nueva Concepción             | 9−1       | Puerto San José | José Luis Ibarra        | 22 de enero | 12:00   |
| Coatepeque                   | 1−0       | Sololá          | Israel Barrios          | 22 de enero | 12:00   |
| Catarina                     | 3−1       | San Pedro       | José Isidoro Méndez     | 22 de enero | 13:00   |
| Suchitepéquez                | 3−0       | Marquense       | Carlos Salazar Hijo     | 22 de enero | 15:00   |
| Grupo B                      |           |                 |                         |             |         |
| Atlético Mictlán             | 0−1       | San Benito      | La Asunción             | 20 de enero | 20:00   |
| Sacachispas                  | 2−1       | Sanarate        | Las Victorias           | 21 de enero | 15:00   |
| Zacapa                       | 3−0       | CF Universidad  | David Ordóñez Bardales  | 22 de enero | 11:00   |
| Chimaltenango                | 1−0       | Aurora          | Municipal Chimaltenango | 22 de enero | 15:00   |
| Juventud Pinulteca           | 2−0       | Barberena       | San Miguel              | 22 de enero | 15:30   |
| Goles: 31 (3.10 por partido) |           |                 |                         |             |         |

| Fecha 3                      | Fecha 3   | Fecha 3            | Fecha 3                 | Fecha 3     | Fecha 3 |
| Local                        | Resultado | Visitante          | Estadio                 | Fecha       | Hora    |
| Grupo A                      | Grupo A   | Grupo A            | Grupo A                 | Grupo A     | Grupo A |
| ---------------------------- | --------- | ------------------ | ----------------------- | ----------- | ------- |
| Puerto San José              | 0−0       | Suchitepéquez      | Vicente Arévalo         | 28 de enero | 13:00   |
| Marquense                    | 3−0       | Catarina           | Marquesa de la Ensenada | 28 de enero | 20:00   |
| San Juan                     | 1−0       | Sololá             | Municipal San Juan      | 29 de enero | 11:00   |
| Nueva Concepción             | 3−2       | Coatepeque         | José Luis Ibarra        | 29 de enero | 12:00   |
| San Pedro                    | 0−0       | Quiché             | Municipal Sampedrano    | 29 de enero | 15:00   |
| Grupo B                      |           |                    |                         |             |         |
| CF Universidad               | 1−0       | Chimaltenango      | Pensativo               | 28 de enero | 11:00   |
| Sanarate                     | 1−1       | Barberena          | Municipal Sanarate      | 28 de enero | 13:00   |
| Zacapa                       | 3−0       | Juventud Pinulteca | David Ordóñez Bardales  | 29 de enero | 11:00   |
| Aurora                       | 1−0       | Atlético Mictlán   | Julio Armando Cóbar     | 29 de enero | 11:00   |
| San Benito                   | 2−1       | Sacachispas        | Pablo Sixto Ochaeta     | 29 de enero | 12:00   |
| Goles: 19 (1.90 por partido) |           |                    |                         |             |         |

| Fecha 4                      | Fecha 4   | Fecha 4          | Fecha 4                 | Fecha 4      | Fecha 4 |
| Local                        | Resultado | Visitante        | Estadio                 | Fecha        | Hora    |
| Grupo A                      | Grupo A   | Grupo A          | Grupo A                 | Grupo A      | Grupo A |
| ---------------------------- | --------- | ---------------- | ----------------------- | ------------ | ------- |
| Sololá                       | 2−0       | San Pedro        | Xambá                   | 4 de febrero | 11:00   |
| Quiché                       | 1−1       | Marquense        | Municipal Santa Cruz    | 4 de febrero | 20:00   |
| Suchitepéquez                | 3−0       | Nueva Concepción | Carlos Salazar Hijo     | 5 de febrero | 11:00   |
| Coatepeque                   | 0−0       | San Juan         | Israel Barrios          | 5 de febrero | 12:00   |
| Catarina                     | 3−1       | Puerto San José  | José Isidoro Méndez     | 5 de febrero | 13:00   |
| Grupo B                      |           |                  |                         |              |         |
| Juventud Pinulteca           | 2−0       | Sanarate         | San Miguel              | 3 de febrero | 15:30   |
| Sacachispas                  | 3−2       | Aurora           | Las Victorias           | 4 de febrero | 13:00   |
| Atlético Mictlán             | 0−0       | CF Universidad   | La Asunción             | 5 de febrero | 11:00   |
| Barberena                    | 3−1       | San Benito       | Rubelio Recinos Corea   | 5 de febrero | 11:30   |
| Chimaltenango                | 0−1       | Zacapa           | Municipal Chimaltenango | 5 de febrero | 15:00   |
| Goles: 23 (2.30 por partido) |           |                  |                         |              |         |

| Fecha 5                     | Fecha 5   | Fecha 5            | Fecha 5                 | Fecha 5       | Fecha 5 |
| Local                       | Resultado | Visitante          | Estadio                 | Fecha         | Hora    |
| Grupo A                     | Grupo A   | Grupo A            | Grupo A                 | Grupo A       | Grupo A |
| --------------------------- | --------- | ------------------ | ----------------------- | ------------- | ------- |
| Puerto San José             | 0−3       | Quiché             | Vicente Arévalo         | 11 de febrero | 13:00   |
| Nueva Concepción            | 1−1       | Catarina           | José Luis Ibarra        | 12 de febrero | 12:00   |
| Marquense                   | 2−1       | Sololá             | Marquesa de la Ensenada | 12 de febrero | 12:00   |
| Suchitepéquez               | 1−1       | Coatepeque         | Carlos Salazar Hijo     | 12 de febrero | 15:00   |
| San Pedro                   | 3−0       | San Juan           | Municipal Sampedrano    | 12 de febrero | 15:00   |
| Grupo B                     |           |                    |                         |               |         |
| CF Universidad              | 1−0       | Sacachispas        | El Trébol               | 11 de febrero | 11:00   |
| Aurora                      | 2−0       | Barberena          | Julio Armando Cóbar     | 11 de febrero | 13:00   |
| Zacapa                      | 1−0       | Atlético Mictlán   | David Ordóñez Bardales  | 11 de febrero | 20:00   |
| San Benito                  | 1−2       | Sanarate           | Pablo Sixto Ochaeta     | 12 de febrero | 12:00   |
| Chimaltenango               | 2−2       | Juventud Pinulteca | Municipal Chimaltenango | 12 de febrero | 15:00   |
| Goles: 24 (2.4 por partido) |           |                    |                         |               |         |

| Fecha 6                      | Fecha 6   | Fecha 6          | Fecha 6                | Fecha 6       | Fecha 6 |
| Local                        | Resultado | Visitante        | Estadio                | Fecha         | Hora    |
| Grupo A                      | Grupo A   | Grupo A          | Grupo A                | Grupo A       | Grupo A |
| ---------------------------- | --------- | ---------------- | ---------------------- | ------------- | ------- |
| Quiché                       | 3−1       | Nueva Concepción | Municipal Santa Cruz   | 18 de febrero | 20:00   |
| Sololá                       | 2−0       | Puerto San José  | Xambá                  | 19 de febrero | 9:00    |
| San Juan                     | 2−1       | Marquense        | Municipal San Juan     | 19 de febrero | 11:00   |
| Coatepeque                   | 3−2       | San Pedro        | Israel Barrios         | 19 de febrero | 12:00   |
| Catarina                     | 2−0       | Suchitepéquez    | José Isidoro Méndez    | 19 de febrero | 13:00   |
| Grupo B                      |           |                  |                        |               |         |
| Atlético Mictlán             | 2−0       | Chimaltenango    | La Asunción            | 17 de febrero | 20:00   |
| Barberena                    | 2−1       | CF Universidad   | Rubelio Recinos Correa | 18 de febrero | 11:00   |
| Sanarate                     | 0−1       | Aurora           | Municipal Sanarate     | 18 de febrero | 15:00   |
| Sacachispas                  | 1−1       | Zacapa           | Las Victorias          | 18 de febrero | 15:00   |
| Juventud Pinulteca           | 5−1       | San Benito       | San Miguel             | 18 de febrero | 15:00   |
| Goles: 30 (3.00 por partido) |           |                  |                        |               |         |

| Fecha 7                     | Fecha 7   | Fecha 7            | Fecha 7                 | Fecha 7       | Fecha 7 |
| Local                       | Resultado | Visitante          | Estadio                 | Fecha         | Hora    |
| Grupo A                     | Grupo A   | Grupo A            | Grupo A                 | Grupo A       | Grupo A |
| --------------------------- | --------- | ------------------ | ----------------------- | ------------- | ------- |
| Nueva Concepción            | 0−0       | Sololá             | José Luis Ibarra        | 22 de febrero | 10:30   |
| Suchitepéquez               | 4−1       | Quiché             | Carlos Salazar Hijo     | 22 de febrero | 11:00   |
| Catarina                    | 1−0       | Coatepeque         | José Isidoro Méndez     | 22 de febrero | 15:00   |
| Puerto San José             | 1−0       | San Juan           | Vicente Arévalo         | 22 de febrero | 15:45   |
| Marquense                   | 0−0       | San Pedro          | Marquesa de la Ensenada | 22 de febrero | 20:00   |
| Grupo B                     |           |                    |                         |               |         |
| CF Universidad              | 2−0       | Sanarate           | El Trébol               | 22 de febrero | 11:00   |
| Aurora                      | 2−1       | San Benito         | Julio Armando Cóbar     | 22 de febrero | 11:00   |
| Chimaltenango               | 3−1       | Sacachispas        | Municipal Chimaltenango | 22 de febrero | 15:00   |
| Atlético Mictlán            | 2−4       | Juventud Pinulteca | La Asunción             | 22 de febrero | 20:00   |
| Zacapa                      | 2−1       | Barberena          | David Ordóñez Bardales  | 22 de febrero | 20:00   |
| Goles: 25 (2.5 por partido) |           |                    |                         |               |         |

| Fecha 8                      | Fecha 8   | Fecha 8            | Fecha 8                 | Fecha 8       | Fecha 8 |
| Local                        | Resultado | Visitante          | Estadio                 | Fecha         | Hora    |
| Grupo A                      | Grupo A   | Grupo A            | Grupo A                 | Grupo A       | Grupo A |
| ---------------------------- | --------- | ------------------ | ----------------------- | ------------- | ------- |
| Sololá                       | 2−2       | Suchitepéquez      | Xambá                   | 25 de febrero | 13:00   |
| Quiché                       | 2−0       | Catarina           | Municipal Santa Cruz    | 25 de febrero | 20:00   |
| Marquense                    | 2−1       | Coatepeque         | Marquesa de la Ensenada | 25 de febrero | 20:00   |
| San Juan                     | 0−0       | Nueva Concepción   | Municipal San Juan      | 26 de febrero | 11:00   |
| San Pedro                    | 3−0       | Puerto San José    | Municipal Sampedrano    | 26 de febrero | 15:00   |
| Grupo B                      |           |                    |                         |               |         |
| Sanarate                     | 2−1       | Zacapa             | Municipal Sanarate      | 26 de febrero | 11:00   |
| Aurora                       | 0−0       | Juventud Pinulteca | Julio Armando Cóbar     | 26 de febrero | 11:00   |
| Barberena                    | 1−1       | Chimaltenango      | Rubelio Recinos Corea   | 26 de febrero | 11:00   |
| San Benito                   | 2−0       | CF Universidad     | Pablo Sixto Ochaeta     | 26 de febrero | 12:00   |
| Sacachispas                  | 0−1       | Atlético Mictlán   | Las Victorias           | 26 de febrero | 15:00   |
| Goles: 20 (2.00 por partido) |           |                    |                         |               |         |

| Fecha 9                      | Fecha 9   | Fecha 9     | Fecha 9                 | Fecha 9    | Fecha 9 |
| Local                        | Resultado | Visitante   | Estadio                 | Fecha      | Hora    |
| Grupo A                      | Grupo A   | Grupo A     | Grupo A                 | Grupo A    | Grupo A |
| ---------------------------- | --------- | ----------- | ----------------------- | ---------- | ------- |
| Puerto San José              | 1−2       | Marquense   | Vicente Arévalo         | 5 de marzo | 10:00   |
| Catarina                     | 1−1       | Sololá      | José Isidoro Méndez     | 5 de marzo | 11:00   |
| Nueva Concepción             | 3−0       | San Pedro   | José Luis Ibarra        | 5 de marzo | 12:00   |
| Coatepeque                   | 2−1       | Quiché      | Israel Barrios          | 5 de marzo | 12:00   |
| Suchitepéquez                | 2−1       | San Juan    | Carlos Salazar Hijo     | 5 de marzo | 15:00   |
| Grupo B                      |           |             |                         |            |         |
| Atlético Mictlán             | 1−1       | Barberena   | La Asunción             | 3 de marzo | 20:00   |
| CF Universidad               | 0−0       | Aurora      | Pensativo               | 4 de marzo | 11:00   |
| Juventud Pinulteca           | 1−2       | Sacachispas | San Miguel              | 4 de marzo | 13:30   |
| Zacapa                       | 1−2       | San Benito  | David Ordóñez Bardales  | 4 de marzo | 20:00   |
| Chimaltenango                | 4−0       | Sanarate    | Municipal Chimaltenango | 5 de marzo | 15:00   |
| Goles: 26 (2.60 por partido) |           |             |                         |            |         |

| Fecha 10                     | Fecha 10  | Fecha 10        | Fecha 10                   | Fecha 10    | Fecha 10 |
| Local                        | Resultado | Visitante       | Estadio                    | Fecha       | Hora     |
| Grupo A                      | Grupo A   | Grupo A         | Grupo A                    | Grupo A     | Grupo A  |
| ---------------------------- | --------- | --------------- | -------------------------- | ----------- | -------- |
| Suchitepéquez                | 1−0       | San Pedro       | Carlos Salazar Hijo        | 11 de marzo | 13:00    |
| Quiché                       | 0−0       | Sololá          | Municipal de Santa Cruz    | 11 de marzo | 20:00    |
| Coatepeque                   | 1−0       | Puerto San José | Israel Barrios             | 12 de marzo | 12:00    |
| Nueva Concepción             | 2−1       | Marquense       | José Luis Ibarra           | 12 de marzo | 12:00    |
| Catarina                     | 2−0       | San Juan        | José Isidoro Méndez        | 12 de marzo | 13:00    |
| Grupo B                      |           |                 |                            |             |          |
| Atlético Mictlán             | 2−1       | Sanarate        | La Asunción                | 10 de marzo | 20:00    |
| Zacapa                       | 1−0       | Aurora          | David Ordóñez Bardales     | 11 de marzo | 20:00    |
| Sacachispas                  | 0−0       | Barberena       | Las Victorias              | 12 de marzo | 11:00    |
| Chimaltenango                | 1−0       | San Benito      | Municipal de Chimaltenango | 12 de marzo | 15:00    |
| Juventud Pinulteca           | 1−1       | CF Universidad  | San Miguel                 | 12 de marzo | 15:30    |
| Goles: 14 (1.40 por partido) |           |                 |                            |             |          |

| Fecha 11                     | Fecha 11  | Fecha 11           | Fecha 11                | Fecha 11    | Fecha 11 |
| Local                        | Resultado | Visitante          | Estadio                 | Fecha       | Hora     |
| Grupo A                      | Grupo A   | Grupo A            | Grupo A                 | Grupo A     | Grupo A  |
| ---------------------------- | --------- | ------------------ | ----------------------- | ----------- | -------- |
| Sololá                       | 3−1       | Coatepeque         | Xambá 94                | 19 de marzo | 10:00    |
| San Juan                     | 2−1       | Quiché             | Municipal de San Juan   | 19 de marzo | 11:00    |
| Marquense                    | 3−3       | Suchitepéquez      | Marquesa de la Ensenada | 19 de marzo | 12:00    |
| Puerto San José              | 1−4       | Nueva Concepción   | Vicente Arévalo         | 19 de marzo | 13:00    |
| San Pedro                    | 0−0       | Catarina           | Municipal Sampedrano    | 19 de marzo | 15:00    |
| Grupo B                      |           |                    |                         |             |          |
| CF Universidad               | 1−0       | Zacapa             | Pensativo               | 18 de marzo | 11:00    |
| Aurora                       | 3−0       | Chimaltenango      | Julio Armando Cóbar     | 18 de marzo | 13:00    |
| Sanarate                     | 1−1       | Sacachispas        | Municipal de Sanarate   | 18 de marzo | 15:00    |
| Barberena                    | 1−0       | Juventud Pinulteca | Rubelio Recinos Corea   | 19 de marzo | 11:00    |
| San Benito                   | 3−0       | Atlético Mictlán   | Pablo Sixto Ochaeta     | 19 de marzo | 12:00    |
| Goles: 28 (1.80 por partido) |           |                    |                         |             |          |

| Fecha 12                     | Fecha 12  | Fecha 12         | Fecha 12                   | Fecha 12    | Fecha 12 |
| Local                        | Resultado | Visitante        | Estadio                    | Fecha       | Hora     |
| Grupo A                      | Grupo A   | Grupo A          | Grupo A                    | Grupo A     | Grupo A  |
| ---------------------------- | --------- | ---------------- | -------------------------- | ----------- | -------- |
| Quiché                       | 2−2       | San Pedro        | Municipal de Santa Cruz    | 25 de marzo | 20:00    |
| Sololá                       | 0−0       | San Juan         | Xambá 94                   | 26 de marzo | 11:00    |
| Suchitepéquez                | 3−0       | Puerto San José  | Carlos Salazar Hijo        | 26 de marzo | 11:00    |
| Coatepeque                   | 3−0       | Nueva Concepción | Israel Barrios             | 26 de marzo | 12:00    |
| Catarina                     | 1−1       | Marquense        | José Isidoro Méndez        | 26 de marzo | 13:00    |
| Grupo B                      |           |                  |                            |             |          |
| Sacachispas                  | 1−2       | San Benito       | Las Victorias              | 25 de marzo | 13:00    |
| Barberena                    | 1−1       | Sanarate         | Rubelio Recinos Corea      | 26 de marzo | 11:00    |
| Atlético Mictlán             | 1−0       | Aurora           | La Asunción                | 26 de marzo | 11:00    |
| Chimaltenango                | 1−1       | CF Universidad   | Municipal de Chimaltenango | 26 de marzo | 15:00    |
| Juventud Pinulteca           | 1−1       | Zacapa           | San Miguel                 | 26 de marzo | 15:30    |
| Goles: 22 (2.20 por partido) |           |                  |                            |             |          |

| Fecha 13                     | Fecha 13  | Fecha 13           | Fecha 13                | Fecha 13   | Fecha 13 |
| Local                        | Resultado | Visitante          | Estadio                 | Fecha      | Hora     |
| Grupo A                      | Grupo A   | Grupo A            | Grupo A                 | Grupo A    | Grupo A  |
| ---------------------------- | --------- | ------------------ | ----------------------- | ---------- | -------- |
| Puerto San José              | 2−1       | Catarina           | Vicente Arévalo         | 1 de abril | 13:00    |
| Marquense                    | 2−3       | Quiché             | Marquesa de la Ensenada | 1 de abril | 20:00    |
| San Juan                     | 2−3       | Coatepeque         | Municipal de San Juan   | 2 de abril | 11:00    |
| Nueva Concepción             | 1−1       | Suchitepéquez      | José Luis Ibara         | 2 de abril | 12:00    |
| San Pedro                    | 1−0       | Sololá             | Municipal Sampedrano    | 2 de abril | 15:00    |
| Grupo B                      |           |                    |                         |            |          |
| CF Universidad               | 1−0       | Atlético Mictlán   | El Trébol               | 1 de abril | 11:00    |
| Aurora                       | 1−0       | Sacachispas        | Julio Armando Cóbar     | 1 de abril | 13:00    |
| Sanarate                     | 1−0       | Juventud Pinulteca | Municipal de Sanarate   | 1 de abril | 15:00    |
| Zacapa                       | 4−1       | Chimaltenango      | David Ordóñez Bardales  | 2 de abril | 11:00    |
| San Benito                   | 2−1       | Barberena          | Pablo Sixto Ochaeta     | 2 de abril | 12:00    |
| Goles: 27 (2.70 por partido) |           |                    |                         |            |          |

| Fecha 14                     | Fecha 14  | Fecha 14         | Fecha 14                | Fecha 14   | Fecha 14 |
| Local                        | Resultado | Visitante        | Estadio                 | Fecha      | Hora     |
| Grupo A                      | Grupo A   | Grupo A          | Grupo A                 | Grupo A    | Grupo A  |
| ---------------------------- | --------- | ---------------- | ----------------------- | ---------- | -------- |
| San Juan                     | 0−2       | San Pedro        | Municipal de San Juan   | 5 de abril | 15:00    |
| Sololá                       | 0−0       | Marquense        | Xambá 94                | 5 de abril | 15:00    |
| Catarina                     | 0−0       | Nueva Concepción | José Isidoro Méndez     | 5 de abril | 15:00    |
| Quiché                       | 2−1       | Puerto San José  | Municipal de Santa Cruz | 5 de abril | 20:00    |
| Coatepeque                   | 1−0       | Suchitepéquez    | Israel Barrios          | 6 de abril | 12:30    |
| Grupo B                      |           |                  |                         |            |          |
| Barberena                    | 2−1       | Aurora           | Rubelio Recinos Corea   | 5 de abril | 11:00    |
| Sanarate                     | 1−3       | San Benito       | Municipal de Sanarate   | 5 de abril | 15:00    |
| Sacachispas                  | 1−0       | CF Universidad   | Las Victorias           | 5 de abril | 16:00    |
| Juventud Pinulteca           | 2−1       | Chimaltenango    | San Miguel              | 5 de abril | 16:30    |
| Atlético Mictlán             | 4−6       | Zacapa           | La Asunción             | 5 de abril | 20:00    |
| Goles: 27 (2.70 por partido) |           |                  |                         |            |          |

| Fecha 15                     | Fecha 15  | Fecha 15           | Fecha 15                   | Fecha 15    | Fecha 15 |
| Local                        | Resultado | Visitante          | Estadio                    | Fecha       | Hora     |
| Grupo A                      | Grupo A   | Grupo A            | Grupo A                    | Grupo A     | Grupo A  |
| ---------------------------- | --------- | ------------------ | -------------------------- | ----------- | -------- |
| Suchitepéquez                | 3−2       | Catarina           | Carlos Salazar Hijo        | 11 de abril | 20:00    |
| Nueva Concepción             | 1−0       | Quiché             | José Luis Ibarra           | 12 de abril | 10:30    |
| San Pedro                    | 2−0       | Coatepeque         | Municipal Sampedrano       | 12 de abril | 15:00    |
| Marquense                    | 3−0       | San Juan           | Marquesa de la Ensenada    | 12 de abril | 15:00    |
| Puerto San José              | 2−0       | Sololá             | Vicente Arévalo            | 12 de abril | 15.45    |
| Grupo B                      |           |                    |                            |             |          |
| CF Universidad               | 2−1       | Barberena          | Pensativo                  | 12 de abril | 11:00    |
| Aurora                       | 2−2       | Sanarate           | Julio Armando Cóbar        | 12 de abril | 13:00    |
| San Benito                   | 5−0       | Juventud Pinulteca | Pablo Sixto Ochaeta        | 12 de abril | 15:00    |
| Chimaltenango                | 1−1       | Atlético Mictlán   | Municipal de Chimaltenango | 12 de abril | 15:00    |
| Zacapa                       | 1−0       | Sacachispas        | David Ordóñez Bardales     | 12 de abril | 20:00    |
| Goles: 28 (2.80 por partido) |           |                    |                            |             |          |

| Fecha 16                     | Fecha 16  | Fecha 16         | Fecha 16                   | Fecha 16    | Fecha 16 |
| Local                        | Resultado | Visitante        | Estadio                    | Fecha       | Hora     |
| Grupo A                      | Grupo A   | Grupo A          | Grupo A                    | Grupo A     | Grupo A  |
| ---------------------------- | --------- | ---------------- | -------------------------- | ----------- | -------- |
| Quiché                       | 3−1       | Suchitepéquez    | Municipal de Santa Cruz    | 15 de abril | 20:00    |
| San Juan                     | 2−2       | Puerto San José  | San Francisco (Panajachel) | 16 de abril | 11:00    |
| Sololá                       | 0−1       | Nueva Concepción | Xambá 94                   | 16 de abril | 11:00    |
| Coatepeque                   | 4−3       | Catarina         | Israel Barrios             | 16 de abril | 12:00    |
| San Pedro                    | 0−0       | Marquense        | Municipal Sampedrano       | 16 de abril | 15:00    |
| Grupo B                      |           |                  |                            |             |          |
| Sacachispas                  | 1−1       | Chimaltenango    | Las Victorias              | 14 de abril | 20:00    |
| Sanarate                     | 3−1       | CF Universidad   | Municipal de Sanarate      | 16 de abril | 11:00    |
| Barberena                    | 1−1       | Zacapa           | Rubelio Recinos Corea      | 16 de abril | 11:00    |
| San Benito                   | 1−0       | Aurora           | Pablo Sixto Ochaeta        | 16 de abril | 12:00    |
| Juventud Pinulteca           | 0−1       | Atlético Mictlán | San Miguel                 | 16 de abril | 15:00    |
| Goles: 26 (2.60 por partido) |           |                  |                            |             |          |

| Fecha 17                     | Fecha 17  | Fecha 17    | Fecha 17                   | Fecha 17    | Fecha 17 |
| Local                        | Resultado | Visitante   | Estadio                    | Fecha       | Hora     |
| Grupo A                      | Grupo A   | Grupo A     | Grupo A                    | Grupo A     | Grupo A  |
| ---------------------------- | --------- | ----------- | -------------------------- | ----------- | -------- |
| Puerto San José              | 0−0       | San Pedro   | Vicente Arévalo            | 22 de abril | 13:00    |
| Coatepeque                   | 1−0       | Marquense   | Israel Barrios             | 23 de abril | 12:00    |
| Nueva Concepción             | 3−1       | San Juan    | José Luis Ibarra           | 23 de abril | 12:00    |
| Catarina                     | 3−1       | Quiché      | José Isidoro Méndez        | 23 de abril | 13:00    |
| Suchitepéquez                | 1−0       | Sololá      | Carlos Salazar Hijo        | 23 de abril | 18:00    |
| Grupo B                      |           |             |                            |             |          |
| Atlético Mictlán             | 1−1       | Sacachispas | La Asunción                | 21 de abril | 20:00    |
| CF Universidad               | 1−1       | San Benito  | El Trébol                  | 22 de abril | 11:00    |
| Juventud Pinulteca           | 3−0       | Aurora      | San Miguel                 | 22 de abril | 15:30    |
| Zacapa                       | 0−0       | Sanarate    | David Ordóñez Bardales     | 22 de abril | 20:00    |
| Chimaltenango                | 4−0       | Barberena   | Municipal de Chimaltenango | 23 de abril | 15:00    |
| Goles: 21 (2.10 por partido) |           |             |                            |             |          |

| Fecha 18                     | Fecha 18  | Fecha 18           | Fecha 18                   | Fecha 18    | Fecha 18 |
| Local                        | Resultado | Visitante          | Estadio                    | Fecha       | Hora     |
| Grupo A                      | Grupo A   | Grupo A            | Grupo A                    | Grupo A     | Grupo A  |
| ---------------------------- | --------- | ------------------ | -------------------------- | ----------- | -------- |
| San Pedro                    | 3−0       | Nueva Concepción   | Municipal Sampedrano       | 30 de abril | 11:00    |
| Sololá                       | 5−0       | Catarina           | Xambá 94                   | 30 de abril | 11:00    |
| San Juan                     | 1−2       | Suchitepéquez      | San Francisco (Panajachel) | 30 de abril | 11:00    |
| Marquense                    | 4−0       | Puerto San José    | Marquesa de la Ensenada    | 30 de abril | 11:00    |
| Quiché                       | 1−1       | Coatepeque         | Municipal de Santa Cruz    | 30 de abril | 11:00    |
| Grupo B                      |           |                    |                            |             |          |
| Sanarate                     | 3−1       | Chimaltenango      | Municipal de Sanarate      | 30 de abril | 11:00    |
| Aurora                       | 1−0       | CFUniversidad      | Julio Armando Cóbar        | 30 de abril | 11:00    |
| Sacachispas                  | 1−0       | Juventud Pinulteca | Las Victorias              | 30 de abril | 11:00    |
| San Benito                   | 0−1       | Zacapa             | Pablo Sixto Ochaeta        | 30 de abril | 11:00    |
| Barberena                    | 2−0       | Atlético Mictlán   | Rubelio Recinos Corea      | 30 de abril | 11:00    |
| Goles: 26 (2.60 por partido) |           |                    |                            |             |          |

## Estadísticas individuales

### Goleadores
| N°. | Jugador        | Goles | Min | MPG    | Equipo           |
| --- | -------------- | ----- | --- | ------ | ---------------- |
| 1   | Luis Tunchez   | 8     | 843 | 105:22 | Nueva Concepción |
| 2   | Frank Zamora   | 7     | 665 | 95:00  | Zacapa           |
| 3   | Enzo Herrera   | 7     | 882 | 126:00 | Catarina         |
| 4   | Marlon Negrete | 6     | 603 | 100:30 | Chimaltenango    |
| 5   | Érick Sánchez  | 6     | 758 | 126:20 | Nueva Concepción |

## Fase final

### Acceso a cuartos de final
| Fechas        | Local en la ida | Global                   | Local en la vuelta | Ida | Vuelta |
| ------------- | --------------- | ------------------------ | ------------------ | --- | ------ |
| 3 y 6 de mayo | Barberena       | 1−1 (2−1 t. e.)          | Nueva Concepción   | 0−0 | 1−1    |
| 3 y 6 de mayo | CF Universidad  | 3−2                      | Quiché FC          | 1−0 | 2−2    |
| 4 y 7 de mayo | San Pedro       | 2−2 (2−2 t. e.) (5−4 p.) | Juventud Pinulteca | 1−1 | 1−1    |
| 4 y 6 de mayo | Marquense       | 1−2                      | Aurora             | 1−2 | 0−0    |

### Cuartos de final
| Fechas          | Local en la ida | Global | Local en la vuelta | Ida | Vuelta |
| --------------- | --------------- | ------ | ------------------ | --- | ------ |
| 11 y 14 de mayo | Barberena       | 0−7    | Zacapa             | 0−2 | 0−5    |
| 10 y 14 de mayo | CF Universidad  | 3−5    | Coatepeque         | 3−0 | 0−5    |
| 11 y 14 de mayo | Aurora          | 2−3    | Suchitepéquez      | 2−1 | 0−2    |
| 10 y 14 de mayo | San Pedro       | 3−2    | San Benito         | 3−1 | 0−1    |

### Semifinales
| Fechas          | Local en la ida | Global       | Local en la vuelta | Ida | Vuelta |
| --------------- | --------------- | ------------ | ------------------ | --- | ------ |
| 21 y 28 de mayo | San Pedro       | 5−5 (4:5 p.) | Zacapa             | 4−0 | 1−5    |
| 21 y 28 de mayo | Suchitepéquez   | 0−7          | Coatepeque         | 0−2 | 0−5    |

### Final
| Fechas      | Local en la ida | Global | Local en la vuelta | Ida | Vuelta |
| ----------- | --------------- | ------ | ------------------ | --- | ------ |
| Por definir | Coatepeque      | 3−6    | Zacapa             | 3−1 | 0−5    |

### Campeón
| Campeón               |
| CSD Zacapa 1.° Título |
|                       |

## Tabla acumulada

### Acumulada A
| Pos. | Equipo              | Pts. | PJ | G  | E  | P  | GF | GC | Dif. | Clasificación                |
| ---- | ------------------- | ---- | -- | -- | -- | -- | -- | -- | ---- | ---------------------------- |
| 1    | Coatepeque FC CA SC | 60   | 36 | 18 | 6  | 12 | 51 | 38 | +13  | Liga Nacional 2023-24        |
| 2    | Suchitepequez       | 57   | 36 | 16 | 9  | 11 | 61 | 46 | +15  |                              |
| 3    | San Pedro           | 55   | 36 | 15 | 10 | 11 | 49 | 31 | +18  |                              |
| 4    | Nueva Concepción    | 55   | 36 | 15 | 10 | 11 | 50 | 46 | +4   |                              |
| 5    | Quiché FC           | 52   | 36 | 14 | 10 | 12 | 46 | 48 | −2   |                              |
| 6    | Catarina            | 52   | 36 | 14 | 10 | 12 | 42 | 44 | −2   |                              |
| 7    | Marquense           | 50   | 36 | 14 | 8  | 14 | 55 | 48 | +7   |                              |
| 8    | Sololá              | 40   | 36 | 10 | 10 | 16 | 41 | 37 | +4   |                              |
| 9    | San Juan            | 38   | 36 | 9  | 11 | 16 | 43 | 57 | −14  | Repechaje por la permanencia |
| 10   | Puerto San José     | 37   | 36 | 11 | 4  | 21 | 28 | 71 | −43  | Segunda División 2023-24     |

Actualizado a los partidos jugados el 30 de abril de 2023.
 Fuente: Guatefutbol
Criterios de clasificación: Puntos · Diferencia de goles · Goles a favor · Enfrentamiento directo

### Acumulada B
| Pos. | Equipo             | Pts. | PJ | G  | E  | P  | GF | GC | Dif. | Clasificación                |
| ---- | ------------------ | ---- | -- | -- | -- | -- | -- | -- | ---- | ---------------------------- |
| 1    | Zacapa SA CC       | 63   | 36 | 17 | 12 | 7  | 51 | 26 | +25  | Liga Nacional 2023-24        |
| 2    | Aurora             | 57   | 36 | 16 | 9  | 11 | 36 | 30 | +6   |                              |
| 3    | Juventud Pinulteca | 54   | 36 | 15 | 9  | 12 | 45 | 35 | +10  |                              |
| 4    | San Benito         | 54   | 36 | 15 | 9  | 12 | 47 | 40 | +7   |                              |
| 5    | CF Universidad     | 46   | 36 | 12 | 10 | 14 | 35 | 40 | −5   |                              |
| 6    | Barberena          | 46   | 36 | 11 | 13 | 12 | 38 | 44 | −6   |                              |
| 7    | Atlético Mictlán   | 43   | 36 | 10 | 13 | 13 | 38 | 50 | −12  |                              |
| 8    | Sacachispas        | 41   | 36 | 9  | 14 | 13 | 29 | 33 | −4   |                              |
| 9    | Sanarate           | 41   | 36 | 10 | 11 | 15 | 41 | 52 | −11  | Repechaje por la permanencia |
| 10   | Chimaltenango FC   | 38   | 36 | 8  | 14 | 14 | 35 | 44 | −9   | Segunda División 2023-24     |

Actualizado a los partidos jugados el 30 de abril de 2023.
 Fuente: Guatefutbol
Criterios de clasificación: Puntos · Diferencia de goles · Goles a favor · Enfrentamiento directo

### Serie por la permanencia
| Fechas    | 9.° Grupo A | Res.         | 9.° Grupo B | Estadio           | Ciudad    |
| --------- | ----------- | ------------ | ----------- | ----------------- | --------- |
| 6 de mayo | San Juan    | 1−1 (3:0 p.) | Sanarate    | Guillermo Slowing | Amatitlán |

Sanarate FC desciende a la Segunda División.
San Juan desciende a Segunda División por incumplimiento de pagos.

### Descensos
|                          | Vlagchimaltenango        |                          | Flag_of_Sololá_Department |
| Puerto San José          | Chimaltenango            | Sanarate                 | San Juan                  |
| Descendido el 30/04/2023 | Descendido el 30/04/2023 | Descendido el 06/05/2023 | Clasificado el 29/05/2023 |

## Series de ascenso

### Clasificados
| Clasificado | Clasificado como                               |
| ----------- | ---------------------------------------------- |
| Coatepeque  | Campeón del Apertura y Subcampeón del Clausura |
| Zacapa      | Subcampeón del Apertura y Campeón del Clausura |

Coatepeque y Zacapa ascienden directamente al repetir criterio de clasificación a las series.

### Ascendidos
|                         |                         |
| Coatepeque              | Zacapa                  |
| Ascendido el 28/05/2023 | Ascendido el 28/05/2023 |